# Dar"ja Petrožyc'ka
Dar"ja Serhiïvna Petrožyc'ka (in ucraino Дар'я Сергіївна Петрожицька?) (Černihiv, 31 maggio 1991) è un'attrice e cantante ucraina.

## Biografia
Dar"ja Petrožyc'ka è nata il 31 maggio 1991 a Černihiv in una famiglia di artisti teatrali. I genitori si sono incontrati a Černihiv, dove hanno lavorato insieme al Teatro drammatico Ševčenko. Il padre si è laureato all'Istituto Karpenko-Kary ed è stato un attore professionista (artista onorato dell'Ucraina). Nel 2007, all'età di 43 anni, muore di ictus. La madre è una ballerina e attrice.
Fin da piccola amava cantare e ballare. Dall'età di quattro anni, ha iniziato a suonare sul palco del Teatro di Černihiv. Il primo ruolo era un piccolo angelo. Dopo aver suonato in numerosi spettacoli per bambini.
Nel 2008 si è diplomata presso un istituto comprensivo a Černihiv. Nel 2012 si è laureata presso l'Università Nazionale di Teatro, Cinema e Televisione di Kiev, intitolata a I.K. Karpenko-Kary, specializzata in attore teatrale e cinematografico. Ha studiato al laboratorio creativo dell'artista popolare ucraino Oleh Šavars'kyj.
Nel 2012, dopo la laurea, ha iniziato a lavorare al Teatro Accademico dei Giovani Spettatori di Kiev nel quartiere di Lypky.
Nel 2019, Dariy è stata invitata a recitare nella serie Kvartal 95 "Papik", che l'ha resa famosa. Il partner principale di Petrogickoy nella serie è People's Artist of Ukraine - Stanislav Boklan.

## Teatro
- Il giardino dei ciliegi di Anton Čechov
- Il Canto della Foresta di Lesja Ukraïnka
- I dodici mesi di Samuil Jakovlevič Maršak
- L'ispettore generale di Nikolaj Vasil'evič Gogol'